# Wierch Świerkule
Wierch Świerkule (ok. 1485 m) – zupełnie niewybitny szczyt znajdujący się pomiędzy Przełączką pod Kufą (ok. 1480 m) a Wyżnim Dudowym Siodłem (ok. 1460 m) w północnym grzbiecie Kominiarskiego Wierchu w Tatrach Zachodnich. Zachodnie stoki Wierchu Świerkule opadają do górnej części Doliny Dudowej, wschodnie do Tylkowego Żlebu w górnej części Doliny Lejowej. Są w nich wapienne skałki.
Jest porośnięty lasem, ale są w nim jeszcze niewielkie trawiaste obszary. To zarastające stopniowo lasem pozostałości dawnych hal pasterskich. Nie prowadzi tędy żaden znakowany szlak turystyczny, ale na mapie zaznaczona jest ścieżka prowadząca z Niżniej Polany Kominiarskiej wzdłuż Tylkowego Żlebu przez Przełączkę pod Kufą i pod Tylkowiańskimi Spadami z powrotem do Niżniej Polany Kominiarskiej grzbietem oddzielającym Tylkowy Żleb od żlebu Zabijak.

## Przypisy

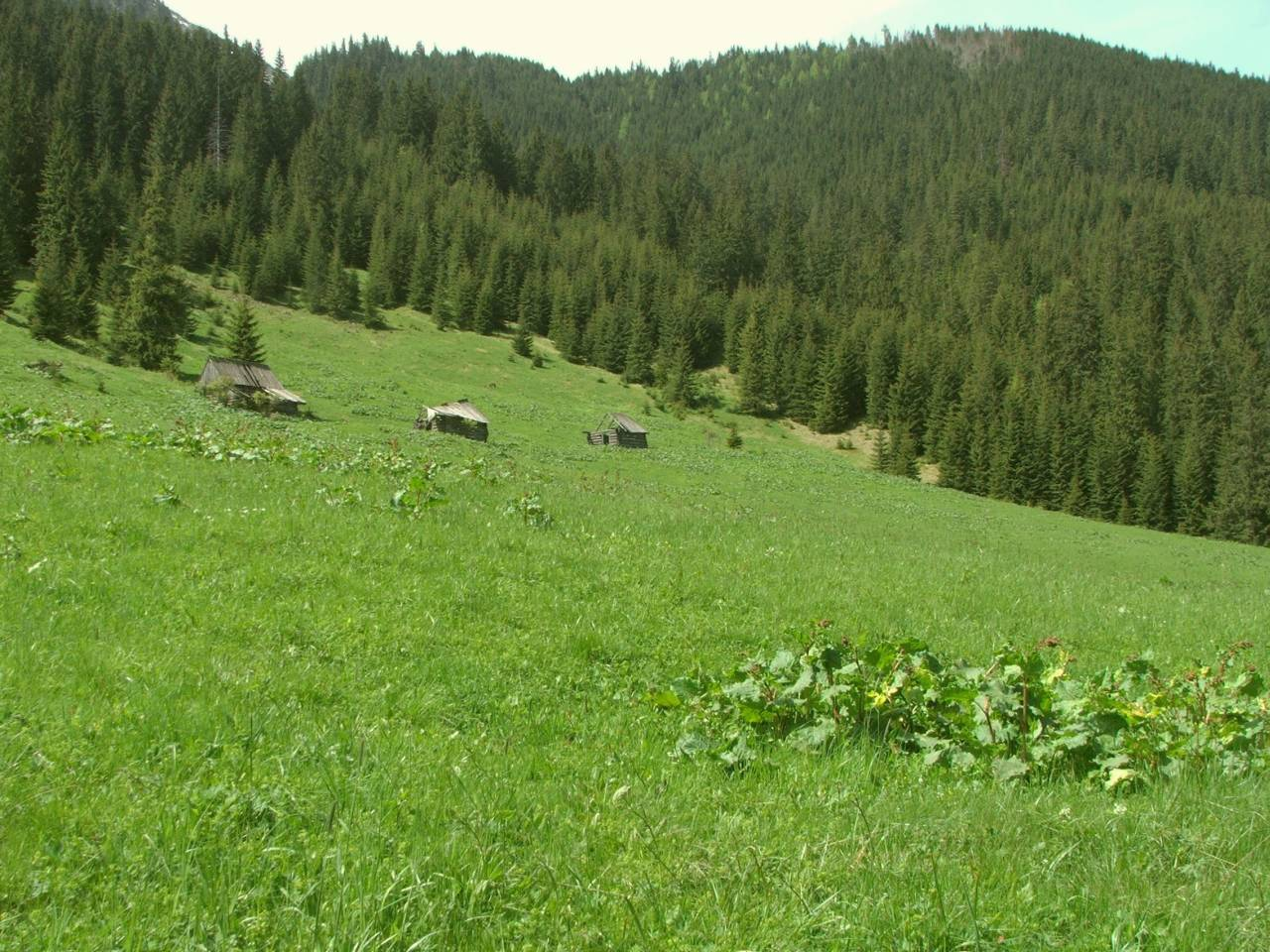
Widok z Niżniej Polany Kominiarskiej na Wierch Świerkule, Wyżnie Dudowe Siodło i Wielki Opalony Wierch